# Trébry
Trébry település Franciaországban, Côtes-d’Armor megyében. Lakosainak száma 822 fő (2022. január 1.). Trébry Bréhand, Saint-Glen, Saint-Trimoël, Trédaniel és Le Mené községekkel határos.

## Népesség
A település népessége az elmúlt években az alábbi módon változott:
| Lakosok száma | 850  | 728  | 742  | 719  | 841  | 836  | 798  | 784  | 779  | 822  |
|               | 1968 | 1982 | 1990 | 2006 | 2013 | 2015 | 2017 | 2019 | 2020 | 2022 |